# Smoezelige viltmollisia
De smoezelige viltmollisia (Tapesia lividofusca) is een schimmel behorend tot de familie Mollisiaceae. Hij leeft saprotroof op rot loofhout. Ook komt hij op naaldhout voor. 

## Kenmerken

### Uiterlijke kenmerken
Het vruchtlichaam (apothecia) is plat komvormig tot komvormig en zittend. Hij zit in groepjes op een hyfenvilt dat het substraat bedekt. De diameter is 1 tot 3 (5) mm. Het vruchtlichaam is ivoorwit, de buitenkant is donkerbruin. In het begin zijn de apothecia bijna gesloten. Naarmate ze volwassen worden, gaan ze open. Ze worden begrensd door de rand die iets naar binnen is gekeerd. Later zijn ze uitgespreid in een platte schijfvorm en kunnen ze van binnenuit zelfs een beetje opbollen. Het komt vaak voor dat door een smalle groei de vruchtlichamen elkaar vervormen.

### Microscopische kenmerken
De asci zijn cilindrisch gelobd en meten 60-75 / 5,5-7 μm (levend) tot (45)50-60 / 4,5-5,5 μm (dood). De ascosporen meten 6,5 tot 8 × 2 tot 2,5 μm. Ze zijn hyaliene, elliptisch en glad. In de meeste gevallen bevatten de sporen geen oliedruppels, soms worden 1-2 kleine druppeltjes waargenomen nabij de polen van individuele sporen. De parafysen zijn cilindrisch, van gelijke dikte, gesepteerd, vaak gevorkt nabij de basis en 2,5 tot 4 μm breed.

## Verspreiding
De smoezeligeviltmollisia komt voor in Europa en Noord-Amerika. Hij komt in Nederland vrij zeldzaam voor. Hij staat niet op de rode lijst en is niet bedreigd.

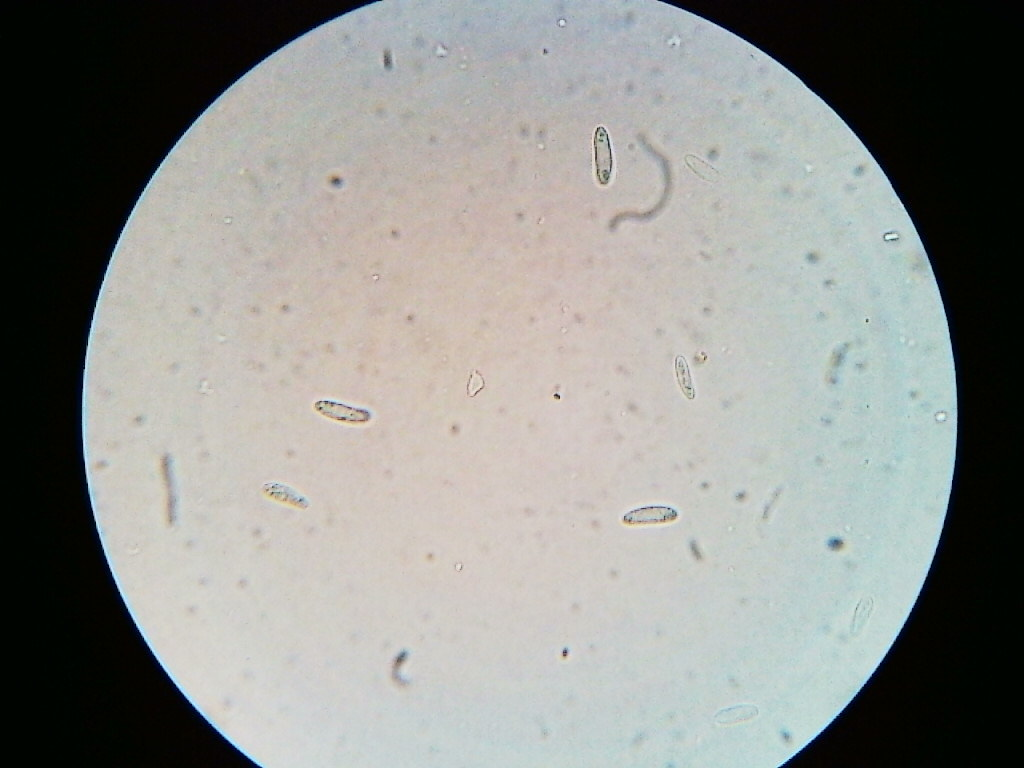
Sporen
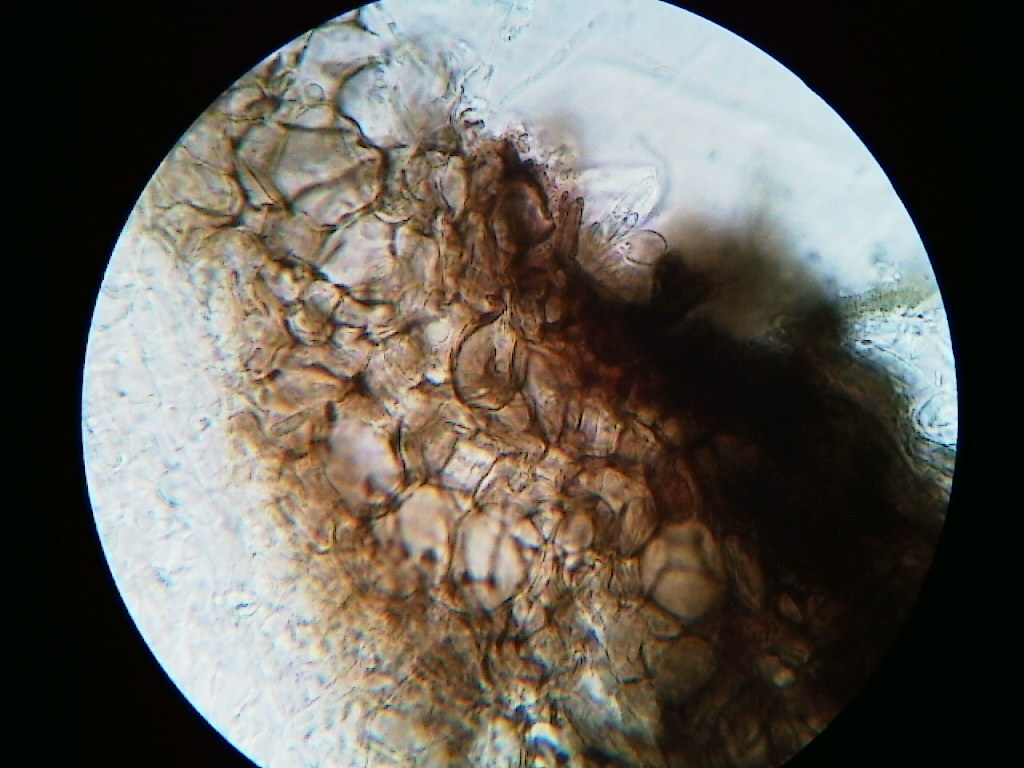
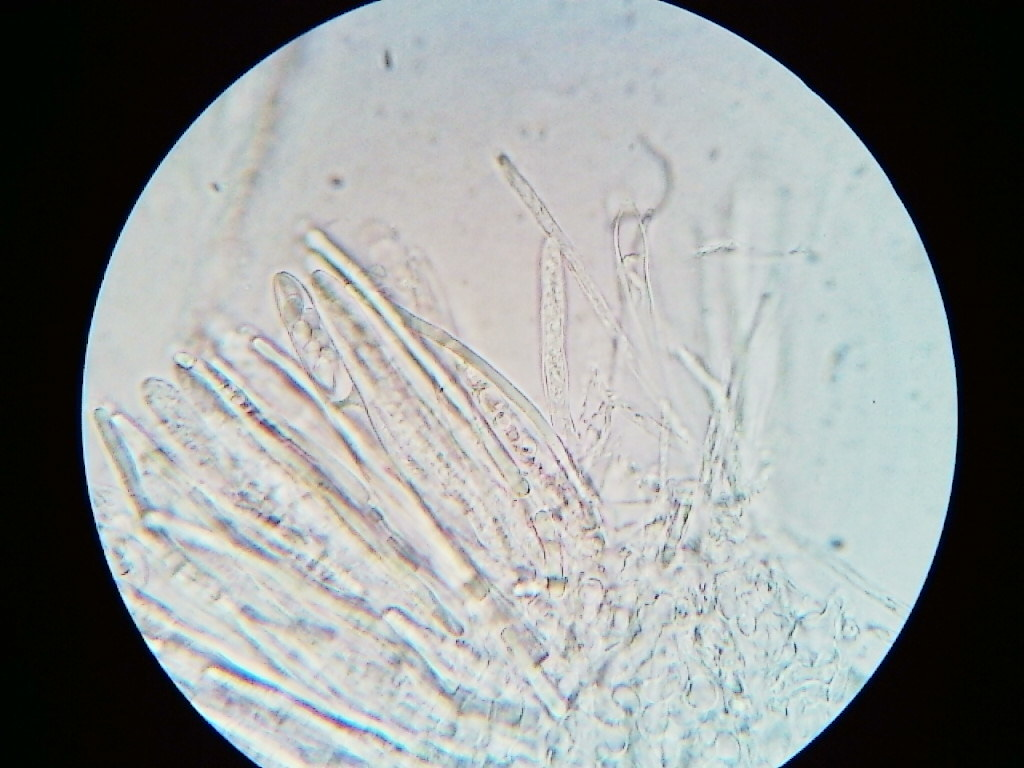
Asci en parafysen
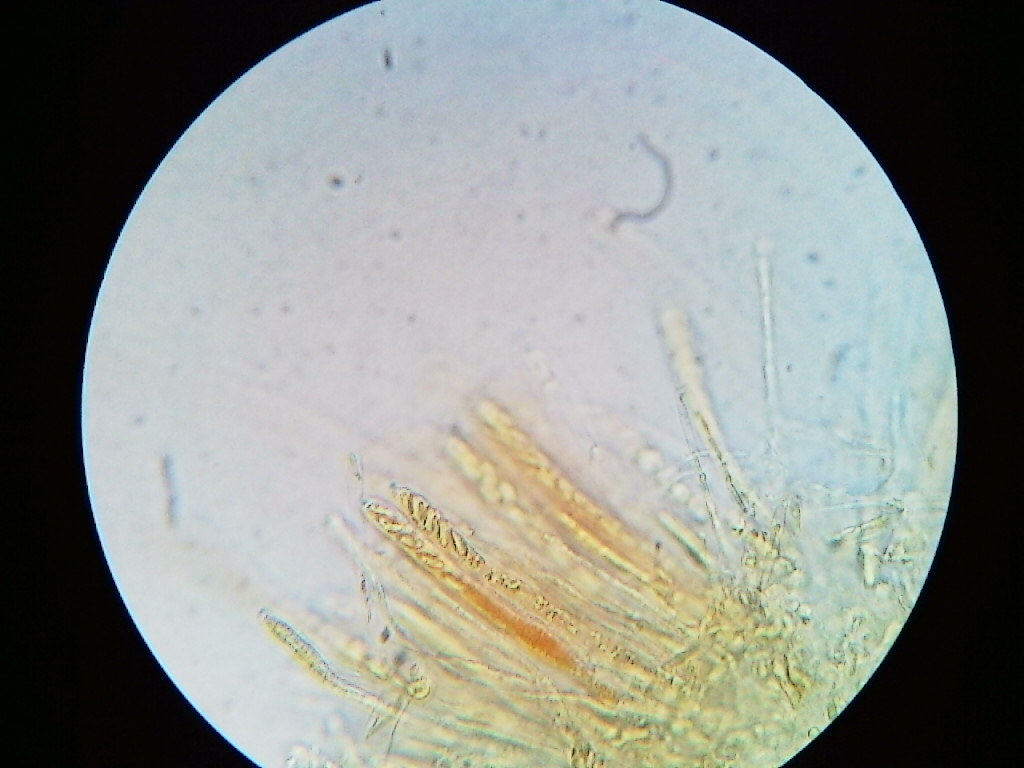
Asci en parafysen in congorood